# Saint-Grégoire (Ille-et-Vilaine)
Pour les articles homonymes, voir Saint-Grégoire.
Saint-Grégoire est une commune française située dans le département d'Ille-et-Vilaine, en région Bretagne. Appartenant à Rennes Métropole et peuplée de 9 992 habitants, elle borde le nord de la commune de Rennes.

## Géographie

### Localisation
Saint-Grégoire est longée par le canal d'Ille-et-Rance. Elle est la huitième commune la plus importante en termes de population, sur les quarante-trois que compte Rennes Métropole.

### Communes limitrophes
.Les communes limitrophes sont Rennes, Betton, La Chapelle-des-Fougeretz, Melesse et Montgermont.

### Hydrographie
Pour un article plus général, voir Réseau hydrographique d'Ille-et-Vilaine.
La commune est située dans le bassin Loire-Bretagne. Elle est drainée par le canal d'Ille et Rance, l'Ille, la Gravelle, la Mare et le ruisseau du Moulin d'olivet,,.
Le canal d'Ille-et-Rance est un canal, chenal et un cours d'eau naturel navigable, d'une longueur de 84 km, prend sa source dans la commune de Montreuil-sur-Ille et se jette  dans l'Ille sur la commune, après avoir traversé 25 communes. Les caractéristiques hydrologiques du canal d'Ille et Rance [l'Ille] sont données par la station hydrologique située dans la commune. Le débit moyen journalier maximum est de 73,2 m3/s, atteint lors de la crue du 13 novembre 2000. Le débit instantané maximal est quant à lui de 80,2 m3/s, atteint le même jour.
L'Ille, d'une longueur de 49 km, prend sa source dans la commune de Dingé et se jette  dans la Vilaine à Rennes, après avoir traversé onze communes. 

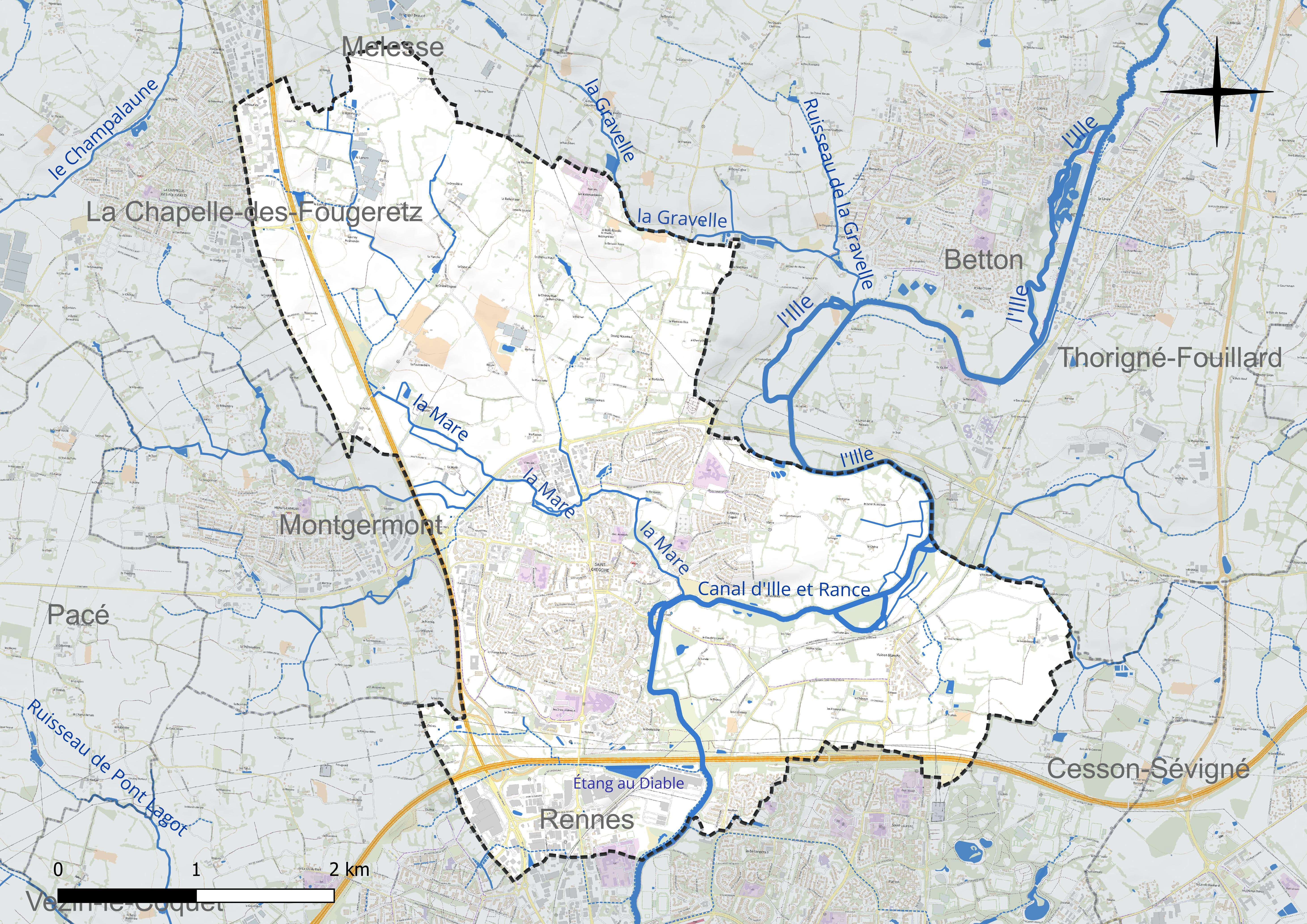
Réseau hydrographique de Saint-Grégoire.

Un plan d'eau complète le réseau hydrographique : l'étang au Diable (1,67 ha),.

### Climat
Pour des articles plus généraux, voir Climat de la Bretagne et Climat d'Ille-et-Vilaine.
En 2010, le climat de la commune est de type climat océanique altéré, selon une étude du CNRS s'appuyant sur une série de données couvrant la période 1971-2000. En 2020, Météo-France publie une typologie des climats de la France métropolitaine dans laquelle la commune est exposée à un climat océanique et est dans la région climatique Bretagne orientale et méridionale, Pays nantais, Vendée, caractérisée par une faible pluviométrie en été et une bonne insolation. Parallèlement l'observatoire de l'environnement en Bretagne publie en 2020 un zonage climatique de la région Bretagne, s'appuyant sur des données de Météo-France de 2009. La commune est, selon ce zonage, dans la zone « Sud Est », avec des étés relativement chauds et ensoleillés.
Pour la période 1971-2000, la température annuelle moyenne est de 11,6 °C, avec une amplitude thermique annuelle de 12,8 °C. Le cumul annuel moyen de précipitations est de 706 mm, avec 11,7 jours de précipitations en janvier et 6,5 jours en juillet. Pour la période 1991-2020, la température moyenne annuelle observée sur la station météorologique la plus proche, située sur la commune du Rheu à 10 km à vol d'oiseau, est de 12,2 °C et le cumul annuel moyen de précipitations est de 720,4 mm,. Pour l'avenir, les paramètres climatiques de la commune estimés pour 2050 selon différents scénarios d'émission de gaz à effet de serre sont consultables sur un site dédié publié par Météo-France en novembre 2022.

## Urbanisme

### Typologie
Au 1er janvier 2024, Saint-Grégoire est catégorisée grand centre urbain, selon la nouvelle grille communale de densité à sept niveaux définie par l'Insee en 2022.
Elle appartient à l'unité urbaine de Rennes, une agglomération intra-départementale regroupant 16  communes, dont elle est une commune de la banlieue,,. Par ailleurs la commune fait partie de l'aire d'attraction de Rennes, dont elle est une commune du pôle principal,. Cette aire, qui regroupe 183 communes, est catégorisée dans les aires de 700 000 habitants ou plus (hors Paris),.

### Occupation des sols

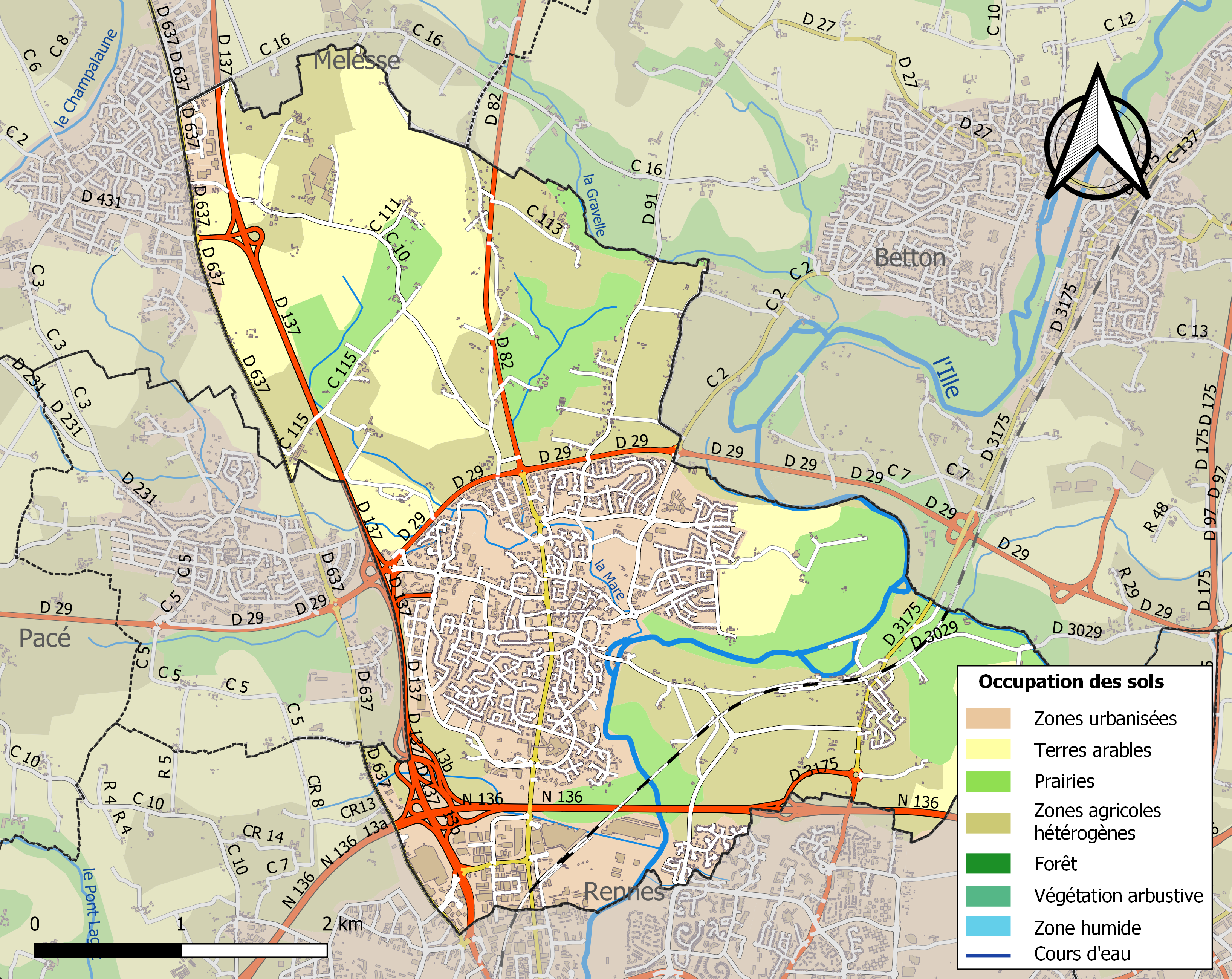
Carte des infrastructures et de l'occupation des sols de la commune en 2018 (CLC).

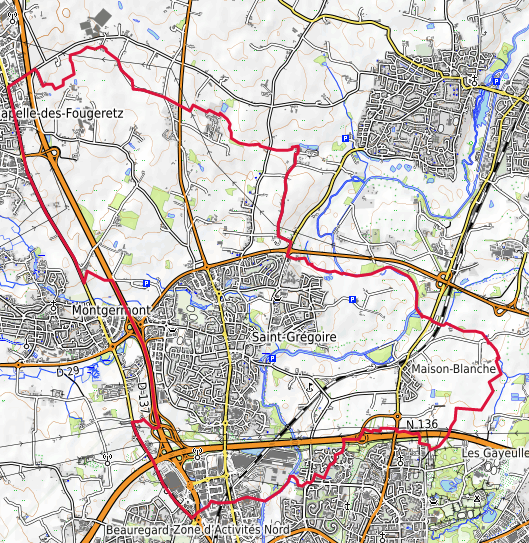
Carte topographique de la commune en 2021.

L'occupation des sols de la commune, telle qu'elle ressort de la base de données européenne d'occupation biophysique des sols Corine Land Cover (CLC), est marquée par l'importance des territoires agricoles (68,8 % en 2018), en diminution par rapport à 1990 (79,4 %). La répartition détaillée en 2018 est la suivante : 
zones agricoles hétérogènes (30,3 %), terres arables (20,6 %), zones urbanisées (18 %), prairies (17,9 %), zones industrielles ou commerciales et réseaux de communication (13 %), espaces verts artificialisés, non agricoles (0,2 %). L'évolution de l'occupation des sols de la commune et de ses infrastructures peut être observée sur les différentes représentations cartographiques du territoire : la carte de Cassini (XVIIIe siècle), la carte d'état-major (1820-1866) et les cartes ou photos aériennes de l'IGN pour la période actuelle (1950 à aujourd'hui).

### Morphologie urbaine
Saint-Grégoire est située à la limite nord de Rennes et bordée des axes Rennes-Saint-Malo et Rennes-Mont Saint-Michel. De commune rurale jusqu'aux années 1960, Saint-Grégoire est devenue une banlieue urbaine.
Des nouveaux quartiers d'habitation se sont développés autour du centre-bourg, en lien avec le centre ancien. Au sud de la commune, à cheval sur la commune de Rennes et aux abords de sa rocade, une importante zone industrielle et commerciale a été aménagée à partir des années 1960. Cette zone accueille plusieurs centaines d'entreprises et deux zones commerciales, celles de E.Leclerc et le centre Grand quartier.
Certaines œuvres telles que la fontaine de Saint-Jean ou le mur de la mairie font partie intégrante de la ville étant par ailleurs ses symboles.

### Habitat et logement
En 2020, le nombre total de logements dans la commune était de 4 586, alors qu'il était de 4 062 en 2015 et de 3 602 en 2010.
Parmi ces logements, 92,9 % étaient des résidences principales, 1,6 % des résidences secondaires et 5,5 % des logements vacants. Ces logements étaient pour 58,6 % d'entre eux des maisons individuelles et pour 41,1 % des appartements.
Le tableau ci-dessous présente la typologie des logements à Saint-Grégoire en 2020 en comparaison avec celle d'Ille-et-Vilaine et de la France entière. Une caractéristique marquante du parc de logements est ainsi une proportion de résidences secondaires et logements occasionnels (1,6 %) inférieure à celle du département (7,2 %) et  à celle de la France entière (9,7 %). Concernant le statut d'occupation de ces logements, 65 % des habitants de la commune sont propriétaires de leur logement (65,6 % en 2015), contre 59,8 % pour l'Ille-et-Vilaine et 57,5 pour la France entière.
| Typologie                                               | Saint-Grégoire | Ille-et-Vilaine | France entière |
| ------------------------------------------------------- | -------------- | --------------- | -------------- |
| Résidences principales (en %)                           | 92,9           | 86,3            | 82,1           |
| Résidences secondaires et logements occasionnels (en %) | 1,6            | 7,2             | 9,7            |
| Logements vacants (en %)                                | 5,5            | 6,5             | 8,2            |

### Planification de l'aménagement
Saint-Grégoire dispose d'un plan local d'urbanisme intercommunal approuvé par délibération du conseil métropolitain du 19 décembre 2019. Il divise l'espace des 43 communes de Rennes Métropole en zones urbaines, agricoles ou naturelles.

### Voies de communication et transports
Desservie par les bus du réseau Star de Rennes Métropole :
- Le centre via les lignes C1, 32, 78 et 178ex ;
- La ZA Nord via les lignes C4 et 14 ;
- Le quartier Kerfleury via les lignes C3 et 32 ;
- Le quartier Maison Blanche est desservi via les lignes 51 et 71 ;
- La ligne 39 assure la liaison entre le centre et le quartier Maison Blanche.

## Toponymie
En gallo, le nom de la commune est Saint-Gregouere, prononcé [sɛ̃grəgwɛr].
Le gentilé est Grégorien.

## Histoire

### Préhistoire et Antiquité

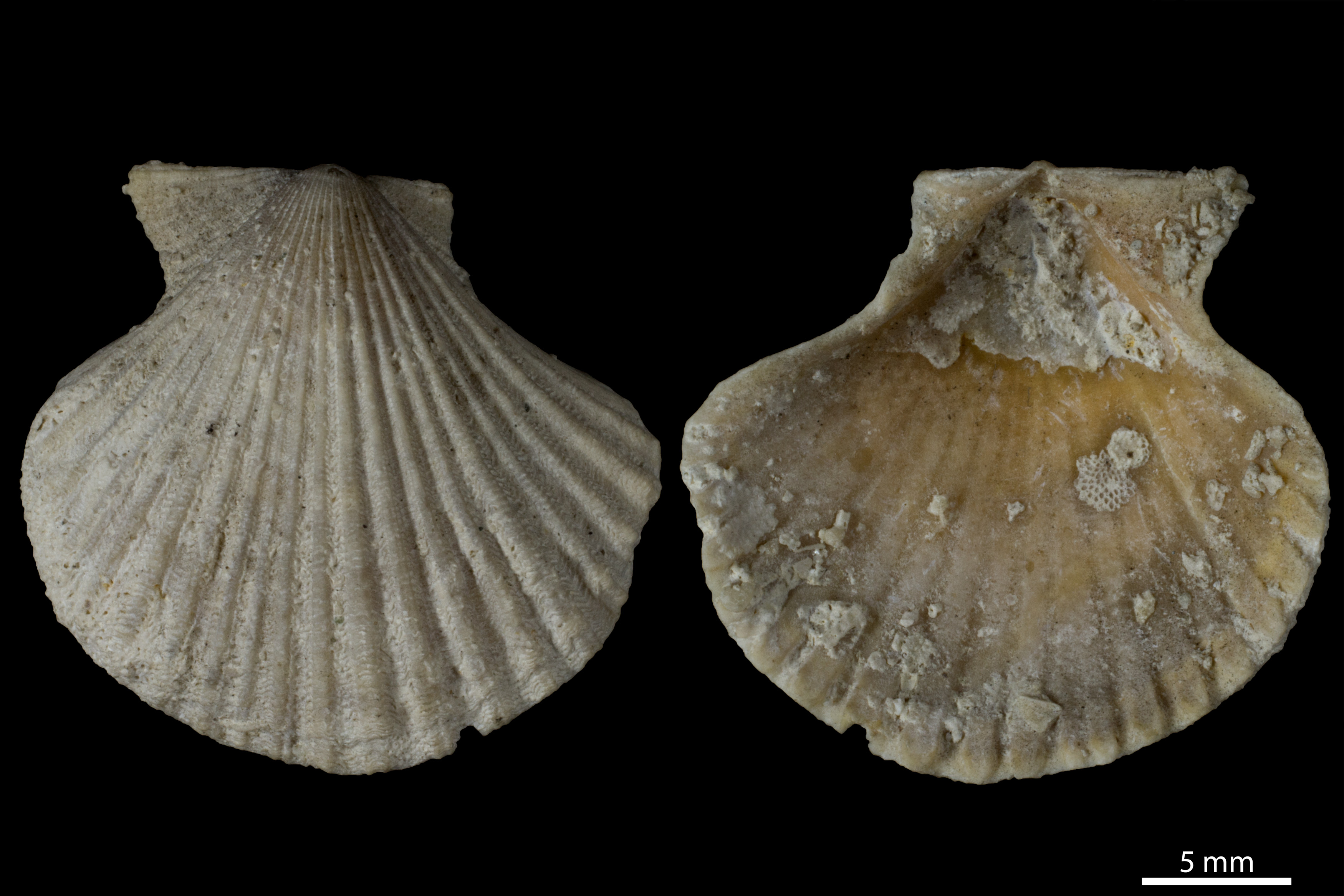
Chlamys gregoriensis.

Des objets de l'âge du bronze  et des objets romains ont été trouvés au siècle dernier dans l'ancienne carrière de calcaires marins, près de la Noé.
Ces calcaires sont des vestiges de la présence de l'océan à l'ère tertiaire, dans ce qui est devenu depuis le Bassin de Rennes.
De son ancienne appellation « la Ville rouge », due à la couleur de ses murailles, on a déduit une origine gallo-romaine. Saint-Grégoire était traversée par la voie romaine allant de Condate (Rennes) à Avranches, dit encore au XIXe siècle « chemin de la Reine-Anne ». MM. A. Marteville et P. Varin précisent en 1853 que cette voie est en grande partie détruite par les cultures ; « ce qui en reste, enfouie sous la boue et les ornières, montre à peine quelques fragments de pavage. (...) À un kilomètre du bourg, et sur le bord de la voie, un camp romain est encore assez visible ».

### Moyen Âge
La date de la fondation du bourg, qui porte le nom du pape Grégoire Ier, pape au VIe siècle, n'a pu être déterminée avec précision. La paroisse ne fut probablement constituée qu'autour du VIIIe ou IXe siècle. Elle devrait sa fondation à un évêque de Rennes qui, au retour d'un pèlerinage à Rome, ramena, sinon des reliques, du moins le culte de saint Grégoire le Grand.
L'ancienne église daterait du XIe siècle. D'abord romane, celle-ci subit des adjonctions au XVe siècle et fut prolongée en 1836, avant d'être restaurée en 1972.
Selon A. Marteville et P. Varin, « la commune actuelle de La Chapelle-des-Fougeretz était, en 1400, trève de Saint-Grégoire, qui comptait, en outre, les chapelles fondées du Chêne-Macé, route de Melesse, de Launaye, attenante à l'église, des Masselin, route d'Antrain : toutes trois sont détruites aujourd'hui [en 1853]. Les chapelles privées étaient celles du Chênay-Beauregard, de Launay-Legonidec, du Vivier, de la Robinardière et de la Saudraye ».
Saint-Grégoire faisait partie au XIIIe siècle de la châtellenie du Désert.
En 1420, les maisons nobles étaient le Désert-Seul et la Hautière, appartenant à Pierre de Pocé ; la Grimaudaye et le Val, à Jean Le Prêtre ; la Brétèche, à Guillaume Mandart ; la Plesse, Launai, les Chesnais et Haudebert, à Jean du Breil ;la Vizeulle, la Saudraieet les Charbonnières, à N.
Dans la seconde moitié du XVe siècle, Jacques d'Espinay, évêque de Rennes, ayant été insulté dans le village de Saint-Grégoire, excommunia tous les paroissiens ; l'excommunication ne fut levée que contre le paiement d'une rente perpétuelle de 872 boisseaux de blé, que cette pauvre paroisse payait encore au XVIIIe siècle.

### Temps modernes
Selon A. Marteville et P. Varin, « le grand bailliage épiscopal du Désert [dont dépendait Saint-Grégoire] appartenait avant 1700 à l'évêque de Rennes, qui en avait cédé les droits aux seigneurs de Launay la Plesse. La famille de Boisgelin, qui avait été seigneur en 1770, en avait aussi conservé le titre, mais sans en avoir les droits ».
Jean-Baptiste Ogée décrit ainsi Saint-Grégoire en 1778 :

« Saint-Grégoire ; à 1 lieue au nord de Rennes, son évêché, sa subdélégation et son ressort. On y compte 1 100 communiants ; la Cure est présentée par un chanoine de la cathédrale. Le territoire, coupé par la rivière d'Isle, offre à la vue des terres très exactement cultivées et beaucoup d'arbres et de buissons. On trouve dans certains cantons [endroits] des amas de sables [faluns] que la mer a probablement déposé et qui paraissent un detritum de coquilles : il ressemble assez à ce sable [ maërl ] que les agriculteurs utilisent pour fertiliser leurs terres. Les habitants le nomment sable de Saint-Grégoire (...). »

### Époque contemporaine
A. Marteville et P. Varin, continuateurs d'Ogée, décrivent ainsi Saint-Grégoire en 1853 :

« Saint-Grégoire (sous l'invocation de saint Grégoire-le-Grand, pape). Commune formée de l'ancienne paroisse de ce nom, aujourd'hui succursale. (...) Principaux villages : Haut et Bas-Val, l'Épinay, Chenay-Macé, Mongiron, Maison Blanche, la Bretèche, Balus, Belle-Épine, Marre-Beaulieu, Aulnayes-Gonidec. Superficie totale : 1 733 hectares, dont (...) terres labourables 1 240 ha, prés et pâturages 278 ha, bois 11 ha, vergers et jardins 47 ha, canaux de navigation 10 ha, landes et incultes 64 ha (...). Moulins : 2 (à eau, de Saint-Grégoire, de la Charbonnière). Saint-Grégoire est un joli bourg, situé à mi-côte d'une colline qui domine le canal d'Ille-et-Rance. De belles prairies, de jolies maisons de campagne ornent son territoire, fertile et bien cultivé. L'ancienne paroisse relevait du chapitre de Rennes, qui en percevait les dîmes. (...) Des anciennes terres nobles, il ne reste plus que les ruines du château de la Plesse, près des bords de l'Ille.(...) La Saudraye a été reconstruite depuis peu. (...) À environ deux kilomètres du bourg est un des réservoirs qui fournissait jadis les eaux à l'aqueduc de Rennes. Il en sort une eau abondante et pure dont les aux, qui ne tarissent jamais, coulent dans la rivière, où elles se perdent. Saint-Grégoire repose sur un terrain tertaire moyen, entouré au nord, à l'est et à l'ouest, par le schiste argileux. Au nord principalement court un banc de dépôt coquillier, qui jadis a été exploité, soit comme pierre à chaux, soit pour faire des tombes funéraires. Ce calcaire pourrait être d'un immense profit pour l'agriculture (...). Sur plusieurs points de la commune, on exploite l'argile que la ville de Rennes emploie pour les enduits des maisons en bois, dont le nombre, heureusement, diminue de jour en jour. Ce territoire fournit des beurres, des foins et du cidre. On parle le français. »

#### Première Guerre mondiale
Le monument aux morts de Saint-Grégoire porte les noms de 50 soldats morts pour la France pendant la Première Guerre mondiale ; trois d'entre eux (Ambroise Deschamps, Joseph Piel et Louis Robinard) ont été décorés de la médaille militaire et de la croix de guerre ; treize autres ont été décorés de la croix de guerre. Joseph Moquet, tué à l'ennemi dès le 22 août 1914 à Rossignol en Belgique, et Pierre Périgault, tué le même jour à Virton, également en Belgique, ont été les premiers soldats originaires de Saint-Grégoire à être victimes de cette guerre ; Alexandre Cadieu, tué à l'ennemi le 26 septembre 1918 à Saint-Souplet-sur-Py dans la Marne, fut le dernier. À l'exception des deux soldats tués en Belgique précédemment cités, tous les autres sont morts sur le sol français à l'exception de Louis Mayas, mort de maladie sur le navire-hôpital Lafayette et d'Augustin Delaporte, mort alors qu'il était prisonnier en Allemagne.

#### Seconde Guerre mondiale
Le monument aux morts de Saint-Grégoire porte les noms de sept personnes mortes pour la France pendant la Seconde Guerre mondiale ; parmi eux, Albert Besnard, résistant, déporté à Buchenwald, mort en déportation, et Auguste Davy, mort en captivité à Sorau (ville allemande devenue polonaise en 1945 sous le nom de Żary).

#### L'après Seconde Guerre mondiale
Un soldat originaire de Saint-Grégoire, Jean Leray, est mort pour la France pendant la guerre d'Indochine et deux autres, Yves Brouder et Bernard Monnier, sont morts pendant la guerre d'Algérie.

## Politique et administration

### Rattachements administratifs et électoraux

#### Rattachements administratifs
La commune se trouve dans l'arrondissement de Rennes du département d'Ille-et-Vilaine.
Elle faisait partie de 1801 à 1973 du canton de Rennes-Nord-Est, puis de 1973 à 1991 du canton de Rennes-IV, et enfin à compter de cette date du canton de Betton (1991-2015). Dans le cadre du redécoupage cantonal de 2014 en France, cette circonscription administrative territoriale a disparu, et le canton n'est plus qu'une circonscription électorale.

#### Rattachements électoraux
Pour les élections départementales, la commune fait partie depuis 2014 d'un nouveau canton de Betton porté de quatre à six communes.
Pour l'élection des députés, la commune fait partie de la deuxième circonscription d'Ille-et-Vilaine. Sous le Second Empire, elle appartenait à la circonscription de Rennes, sous la IIIe République à la première circonscription de Rennes et de 1958 à 1986 à la 1re circonscription (Rennes-Nord).

### Intercommunalité
Saint-Grégoire est membre de la Métropole (intercommunalité française) dénommée Rennes Métropole, un établissement public de coopération intercommunale (EPCI) à fiscalité propre créé en 2015 et auquel la commune avait transféré un certain nombre de ses compétences, dans les conditions déterminées par le code général des collectivités territoriales.
Cette métropole a été constituée par transformation de la communauté d'agglomération éponyme créée en 2000 et qui succédait elle-même à Rennes District, un district créée en 1970 et dont la ville faisait déjà partie.
Saint-Grégoire fait partie du territoire du Pays de Rennes. un pays actuel (Loi Voynet), correspondant au pays traditionnel du Pays rennais.

### Tendances politiques et résultats
Au premier tour  des élections municipales de 2014 en Ille-et-Vilaine, la liste DVD menée par le maire sortant Pierre Breteau obtient la majorité absolue des suffrages exprimés, avec 3 326 voix (71,14 %, 25 conseillers municipaux élus dont 2 communautaires), devançant très largement celle DVG menée par Christian Bigot, qui a recueilli 1 349 voix (28,85 %, 4 conseillers municipaux élus).
Lors de ce scrutin, 33,90 % des électeurs se sont abstenus.
Lors des élections municipales de 2020 en Ille-et-Vilaine, la liste MoDem menée par le maire sortant Pierre Breteau est la seule candidate et obtient donc la totalité des 2 020 suffrages exprimés. Sa liste est donc élue en totalité et 2 de ses membres siègent au conseil métropolitain.
Lors de ce scrutin marqué par la pandémie de Covid-19, 69,77  % des électeurs se sont abstenus et 12,89 % des votants ont choisi un bulletin blanc ou nul.
À la suite du décès de Pierre Breteau, maire de la commune depuis 2008, et le conseil municipal étant incomplet, une élection partielle est organisée le 7 janvier 2024. Au premier et unique tour de scrutin, la liste DVC conduite par la première adjointe sortante (et maire par intérim) Laëtitia Remoissenet obtient la majorité absolue des suffrages exprimés, avec 3 101 voix (78,71 %, 26 conseillers municipaux élus dont 2 communautaires), battant largement celle DVG dirigée par Marie Aliaga, qui a recueilli 839 voix (21,29 %, 3 conseillers municipaux élus).
Lors de ce scrutin, 50,44 % des électeurs se sont abstenus. 

### Administration municipale
Le nombre d'habitants au dernier recensement étant compris entre 5 000 et 9 999, le nombre de membres du conseil municipal est de 29.
De 2020 à 2024, Saint-Grégoire faisait partie des communes membres de Rennes Métropole où aucune opposition ne siégeait au conseil municipal. Depuis le scrutin municipal partiel de janvier 2024, le conseil municipal compte 3 élus d'opposition (sur 29 sièges).

### Liste des maires
| Période       | Période                       | Identité             | Étiquette                         | Qualité |
| ------------- | ----------------------------- | -------------------- | --------------------------------- | --- |
| 1790          | 1791                          | Léonard Grandmoulin  |                                   | |
| 1791          | 1791                          | Gilles Fontaine      |                                   | |
| 1792          | février 1834                  | Gilles Grallan       |                                   | Chirurgien-vétérinaire Capitaine de la Garde nationale Décédé en fonction |
| 1834          | 1847                          | Gilles Morel         |                                   | |
| décembre 1847 | décembre 1849                 | Joseph Grallan       | Républicain                       | Médecin Démissionnaire |
| janvier 1850  | juillet 1863                  | René Le Jariel       |                                   | Propriétaire |
| juillet 1863  | mars 1873                     | Joseph Grallan       | Républicain                       | Médecin Conseiller général de Rennes-Nord-Est (1871 → 1877) Démissionnaire pour raison de santé. |
| mars 1873     | août 1873                     | Emmanuel Gesvret     |                                   | |
| août 1873     | 1881                          | Julien Templé        |                                   | |
| mars 1881     | janvier 1887                  | Emmanuel Gesvret     |                                   | |
| février 1887  | février 1918                  | Joseph Grandmoulin   |                                   | Agriculteur Chevalier du Mérite agricole Décédé en fonction |
| mars 1918     | décembre 1919                 | François Testard     |                                   | |
| décembre 1919 | mars 1965                     | Alphonse Milon       |                                   | Négociant en bestiaux, propriétaire |
| mars 1965     | mars 1971                     | Henri Schmitt        |                                   | Minotier retraité |
| mars 1971     | janvier 1999                  | Paul Ruaudel,        | DVD                               | Dirigeant d'une entreprise de menuiserie Conseiller général de Rennes-Nord (1988 → 1992) Conseiller général de Betton (1992 → 1994) Vice-président de Rennes District (1971 → 1977 et 1989 → 1999) Chevalier de la Légion d'honneur (1999) Démissionnaire                                      |
| janvier 1999  | mars 2008                     | René David           | DVD                               | Ingénieur, dirigeant d'une entreprise de génie civil |
| mars 2008     | octobre 2023,                 | Pierre Breteau,      | UMP puis UDI puis MoDem/ Horizons | Conseiller en gestion Conseiller régional de Bretagne (2015 → 2021) Conseiller départemental de Betton (2021 → 2023) Vice-président de Rennes Métropole (2014 → 2020) Président de l'AMF35 (2017 → 2023) Président de l'ARMB (2022 → 2023) Chevalier de la Légion d'honneur Décédé en fonction |
| janvier 2024  | En cours (au 12 janvier 2024) | Laëtitia Remoissenet | DVC                               | Directrice de mission, ancienne première adjointe Maire par intérim d'octobre 2023 à janvier 2024 |

### Jumelages
| Ville | Ville      | Pays | Pays        | Période                   |
| ----- | ---------- | ---- | ----------- | ------------------------- |
|       | Holywell   |      | Royaume-Uni | depuis 2001               |
|       | Uttenreuth |      | Allemagne   | depuis le 10 octobre 1992 |

Saint-Grégoire est jumelée à la commune bavaroise d'Uttenreuth depuis 1992 et à la ville galloise de Holywell depuis 2001.
De l'autre côte de l'Atlantique, il existe plusieurs communes de Saint-Grégoire au Nouveau-Brunswick (Canada) ainsi que dans la province de Québec qui compte une municipalité Saint-Grégoire et même une montagne Mont-Saint-Grégoire.

## Équipements et services publics

### Enseignement
- École publique Paul-Émile-Victor dont le nom rend hommage à l'explorateur des pôles.

### Santé
- Centre hospitalier privé Saint-Grégoire, établissement de santé privé.

### Justice, sécurité, secours et défense
Sur le plan des institutions judiciaires, la commune relève du tribunal judiciaire (qui a remplacé le tribunal d'instance et le tribunal de grande instance le 1er janvier 2020), du tribunal pour enfants, du conseil de prud'hommes, du tribunal de commerce, de la cour d'appel et du tribunal administratif de Rennes et de la cour administrative d'appel de Nantes.

## Population  et société

### Évolution démographique
L'évolution du nombre d'habitants est connue à travers les recensements de la population effectués dans la commune depuis 1793. Pour les communes de moins de 10 000 habitants, une enquête de recensement portant sur toute la population est réalisée tous les cinq ans, les populations de référence des années intermédiaires étant quant à elles estimées par interpolation ou extrapolation. Pour la commune, le premier recensement exhaustif entrant dans le cadre du nouveau dispositif a été réalisé en 2004.

En 2022, la commune comptait 9 992 habitants, en évolution de +4,95 % par rapport à 2016 (Ille-et-Vilaine : +5,46 %, France hors Mayotte : +2,11 %).
| 1793  | 1800  | 1806  | 1821  | 1831  | 1836  | 1841  | 1846  | 1851  |
| ----- | ----- | ----- | ----- | ----- | ----- | ----- | ----- | ----- |
| 1 147 | 1 128 | 1 178 | 1 270 | 1 237 | 1 260 | 1 251 | 1 334 | 1 266 |

| 1856  | 1861  | 1866  | 1872  | 1876  | 1881  | 1886  | 1891  | 1896  |
| ----- | ----- | ----- | ----- | ----- | ----- | ----- | ----- | ----- |
| 1 115 | 1 216 | 1 270 | 1 290 | 1 306 | 1 291 | 1 359 | 1 307 | 1 274 |

| 1901  | 1906  | 1911  | 1921  | 1926  | 1931  | 1936  | 1946  | 1954  |
| ----- | ----- | ----- | ----- | ----- | ----- | ----- | ----- | ----- |
| 1 289 | 1 221 | 1 263 | 1 171 | 1 159 | 1 202 | 1 237 | 1 498 | 1 438 |

| 1962  | 1968  | 1975  | 1982  | 1990  | 1999  | 2004  | 2006  | 2009  |
| ----- | ----- | ----- | ----- | ----- | ----- | ----- | ----- | ----- |
| 1 464 | 2 092 | 2 461 | 3 854 | 5 809 | 7 644 | 7 977 | 8 178 | 8 333 |

| 2014  | 2019  | 2022  | - | - | - | - | - | - |
| ----- | ----- | ----- | - | - | - | - | - | - |
| 9 195 | 9 890 | 9 992 | - | - | - | - | - | - |

### Sports et loisirs
- Canoë Kayak Club de l'île Robinson, association sportive basée à Saint-Grégoire.

## Culture locale et patrimoine

### La ville verte et bleue
Saint-Grégoire est depuis la fin du XIXe siècle, un des lieux de promenade favoris des Rennais. Le 6 avril 1911, on voit arriver les premières vedettes qui reliaient Rennes à Saint-Grégoire, les dimanches et les jours de fête. Saint-Grégoire devient alors un lieu de promenade et de pêche pour les citadins au bord de l'eau, à Robinson, près de l'écluse de Saint-Grégoire, rendu célèbre par son auberge au bord du canal. Les vedettes disparaissent en 1939.
Le site de Robinson est aussi un lieu de rendez-vous culturels, où s'amarre la Péniche Spectacle au cours de sa programmation, offrant au public un lieu de spectacle original.
En 2004, la ville a célébré le bicentenaire du canal. Les services communaux et les associations ont organisé des animations relatant l'histoire de la construction du canal, de son activité et de la vie quotidienne des riverains à cette époque.

### Lieux et monuments
- Église paroissiale Saint-Grégoire[53] (XIe siècle, XIXe siècle). De l'édifice roman du XIe siècle, très remanié, ne subsistent que les murs latéraux de la nef. On note la présence d'opus sicatum et la trace de fenêtres de plein cintre murées[54]. L'église est remaniée aux XIVe et XVe siècles. Le clocher est construit au XVIIe siècle. Au XIXe siècle, l'abside est détruite et transférée à l'ouest, une porte est ouverte à l'est et un transept édifié. Le clocher est restauré en 1871 après avoir été frappé par la foudre[55].
- Croix de cimetière du XVe siècle, inscrite monument historique par arrêté du 25 février 1946[56].
- Site de Robinson[source secondaire souhaitée].
- Villa McGregor[source secondaire souhaitée].

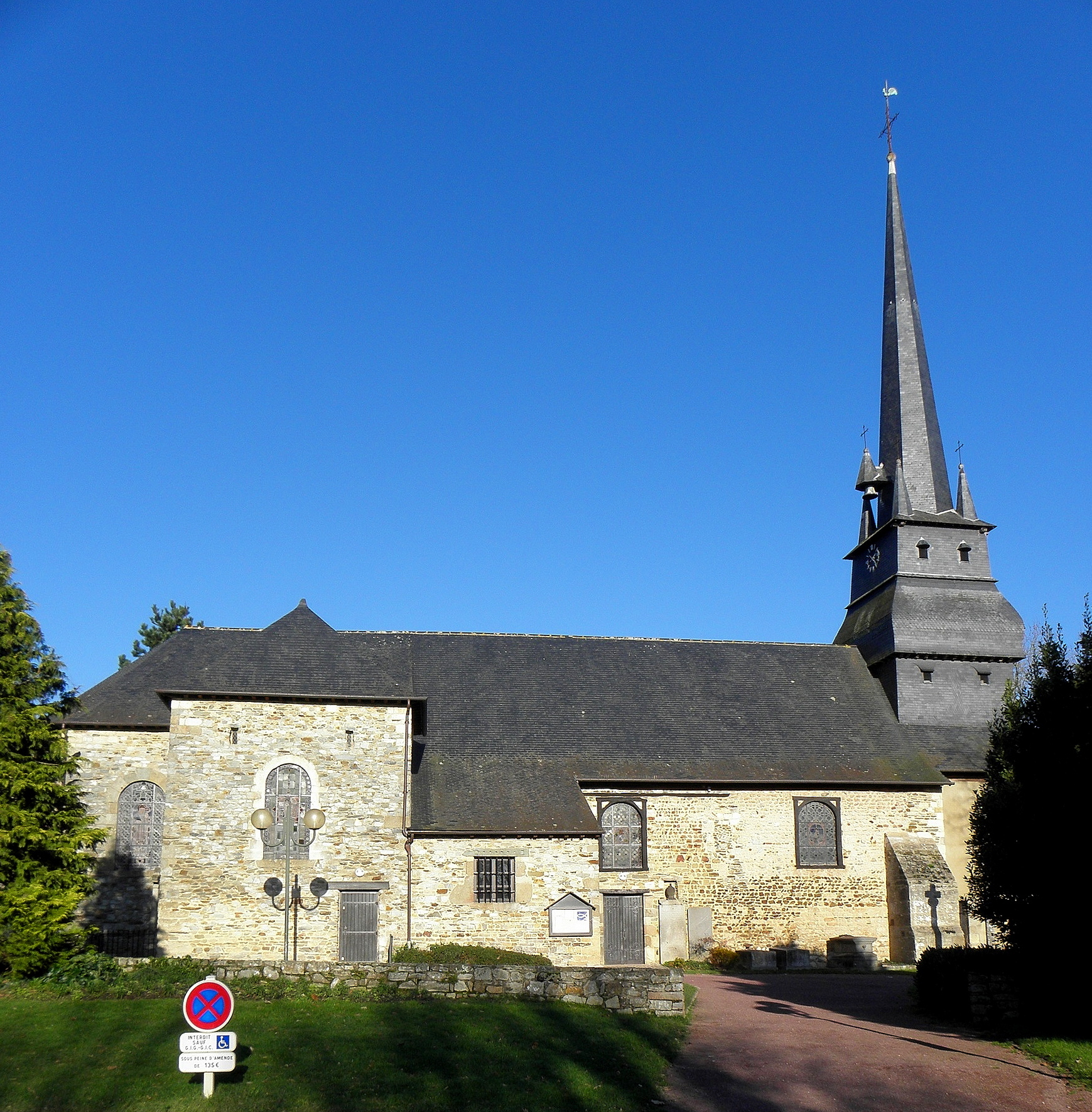
Vue générale de l'église Saint-Grégoire.
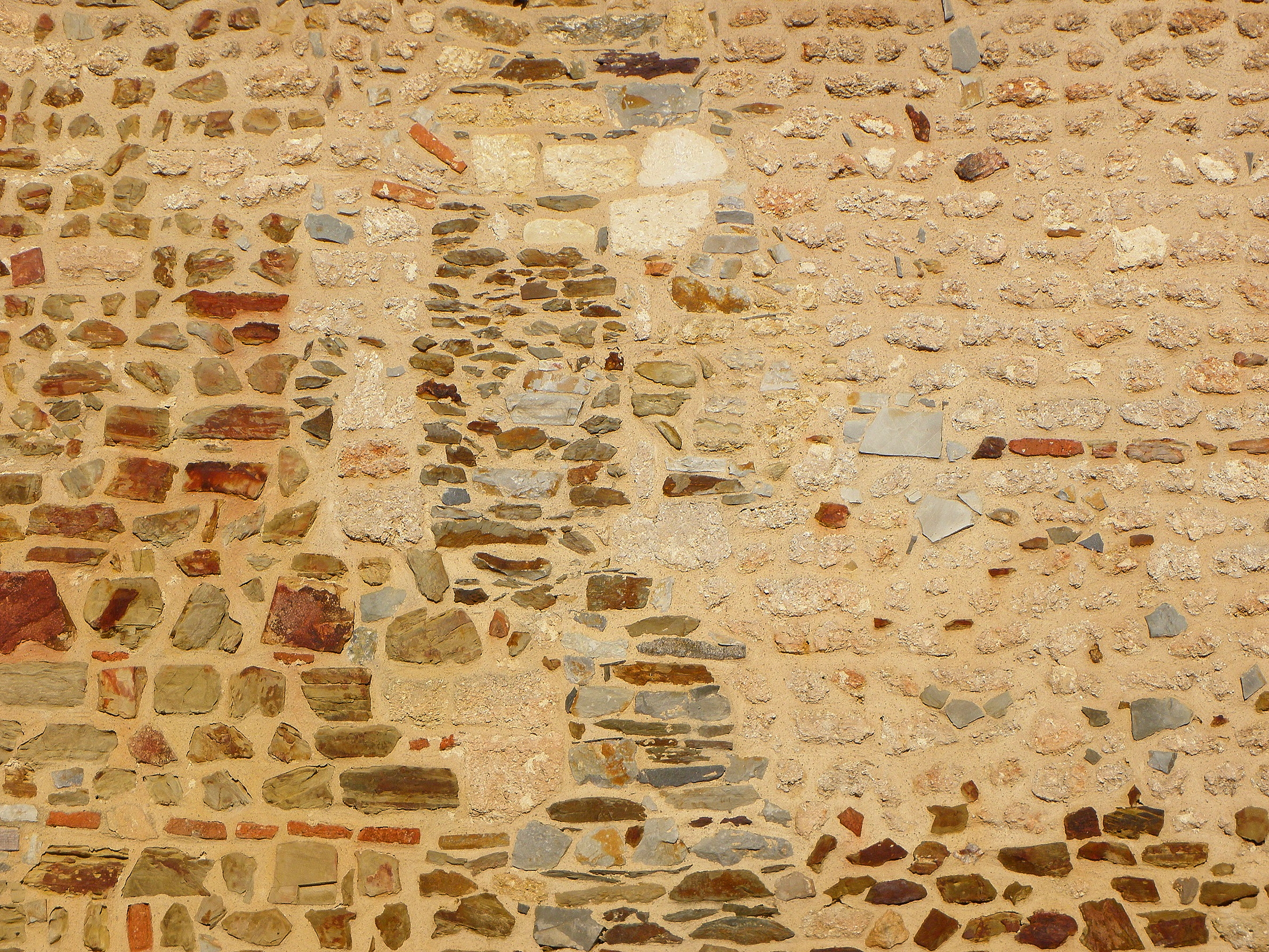
Fenêtre romane murée dans le mur de l'église.
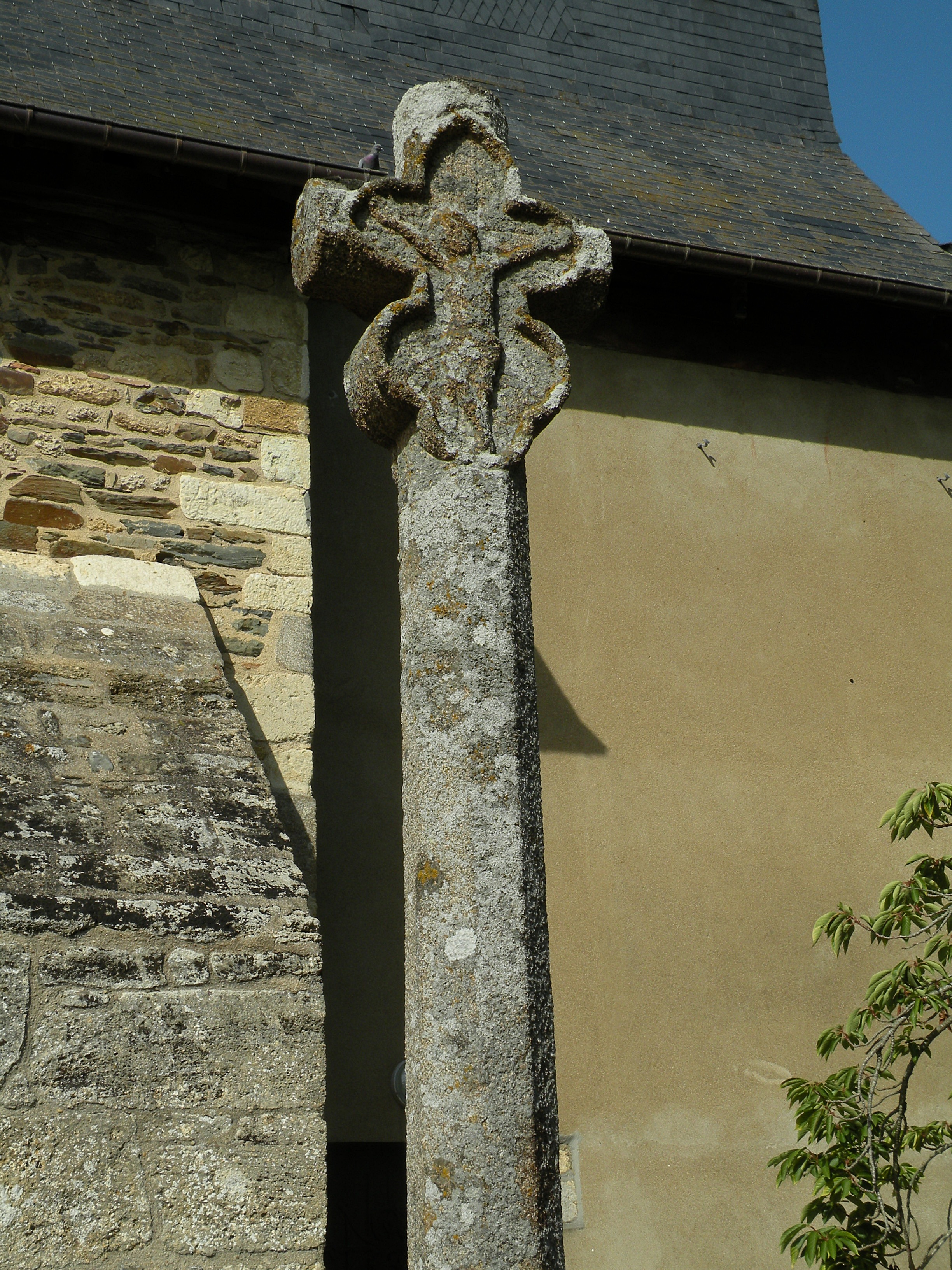
La croix du XVe siècle.
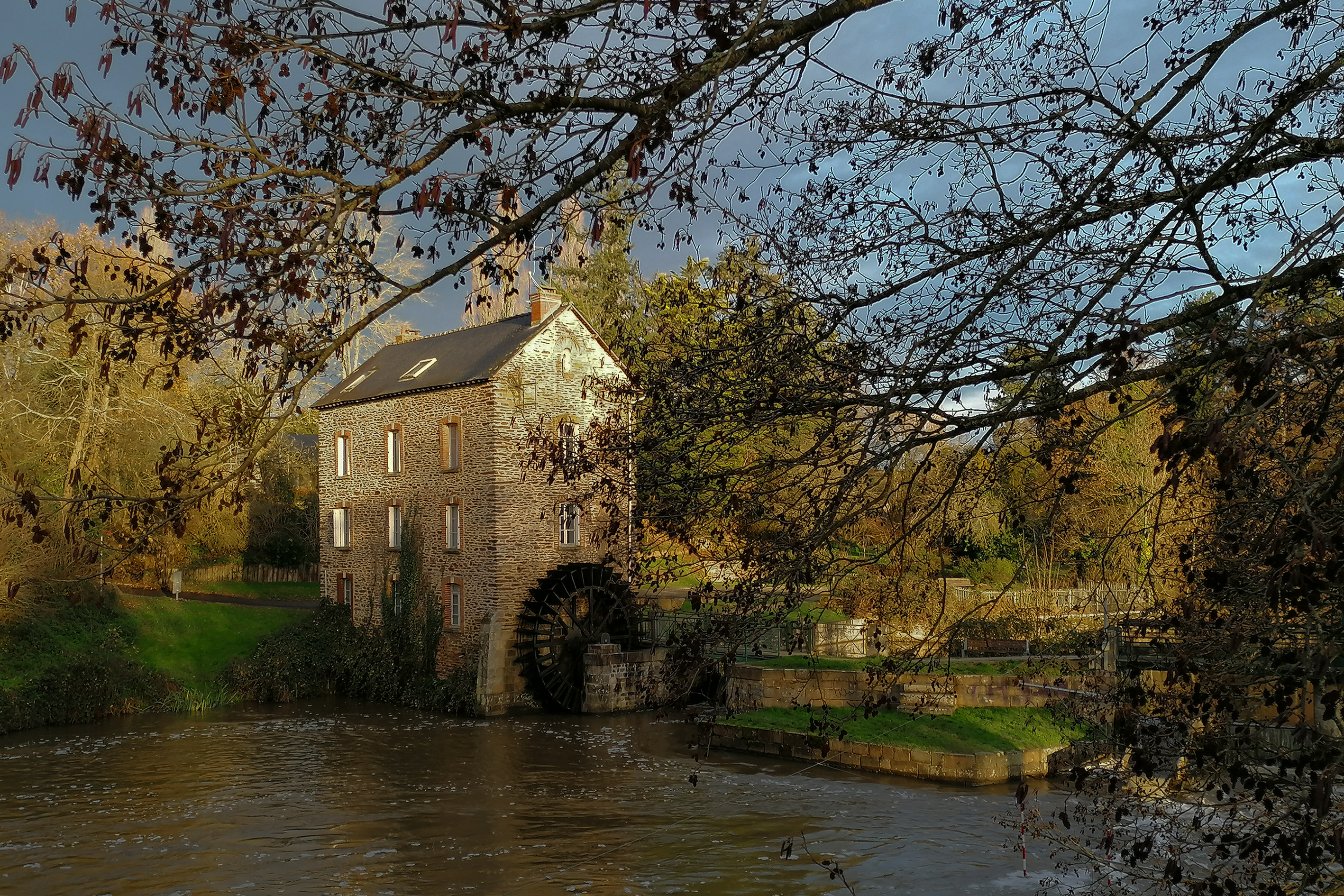
Le moulin de Robinson.
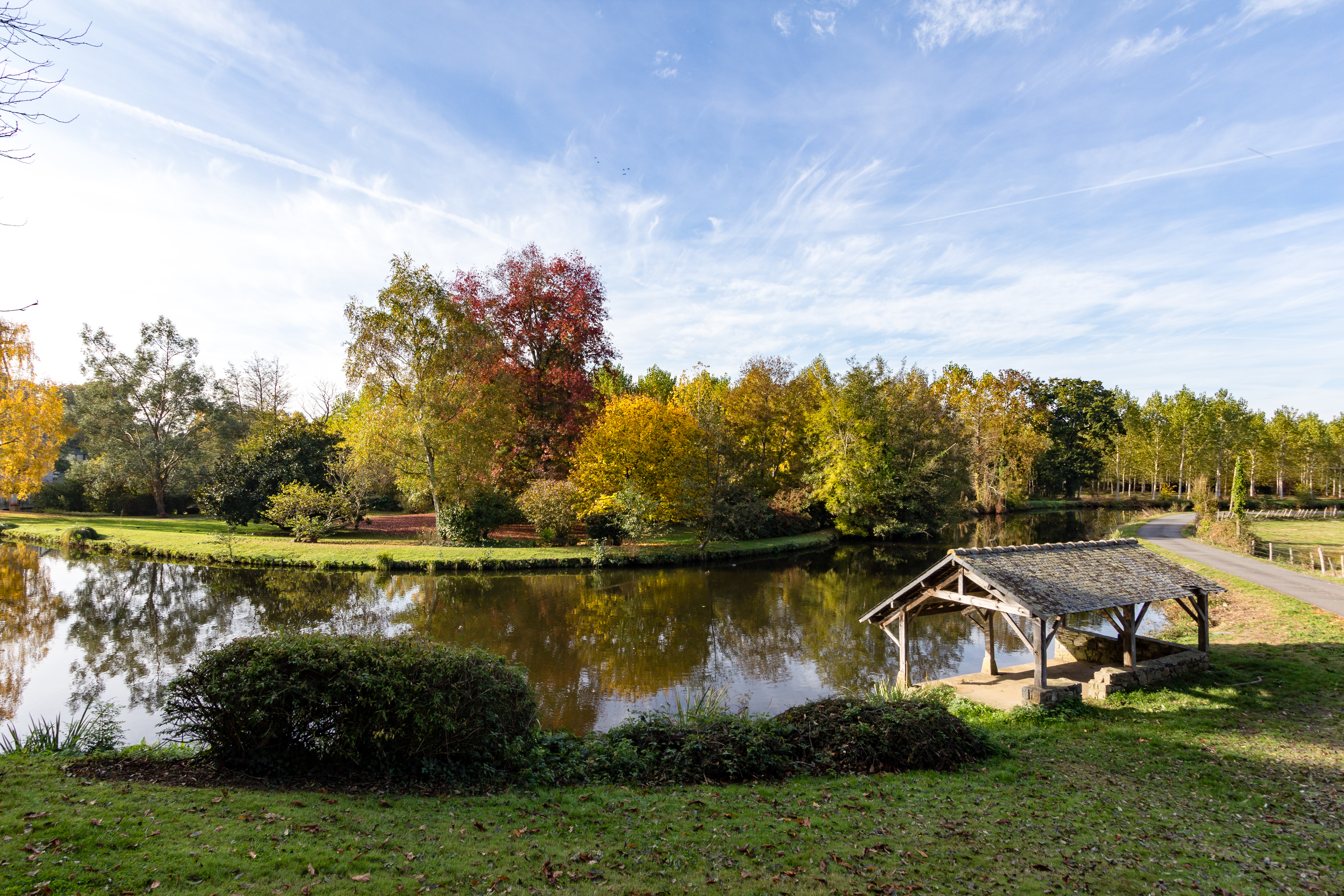
Retenue du Moulin de Charbonnière.
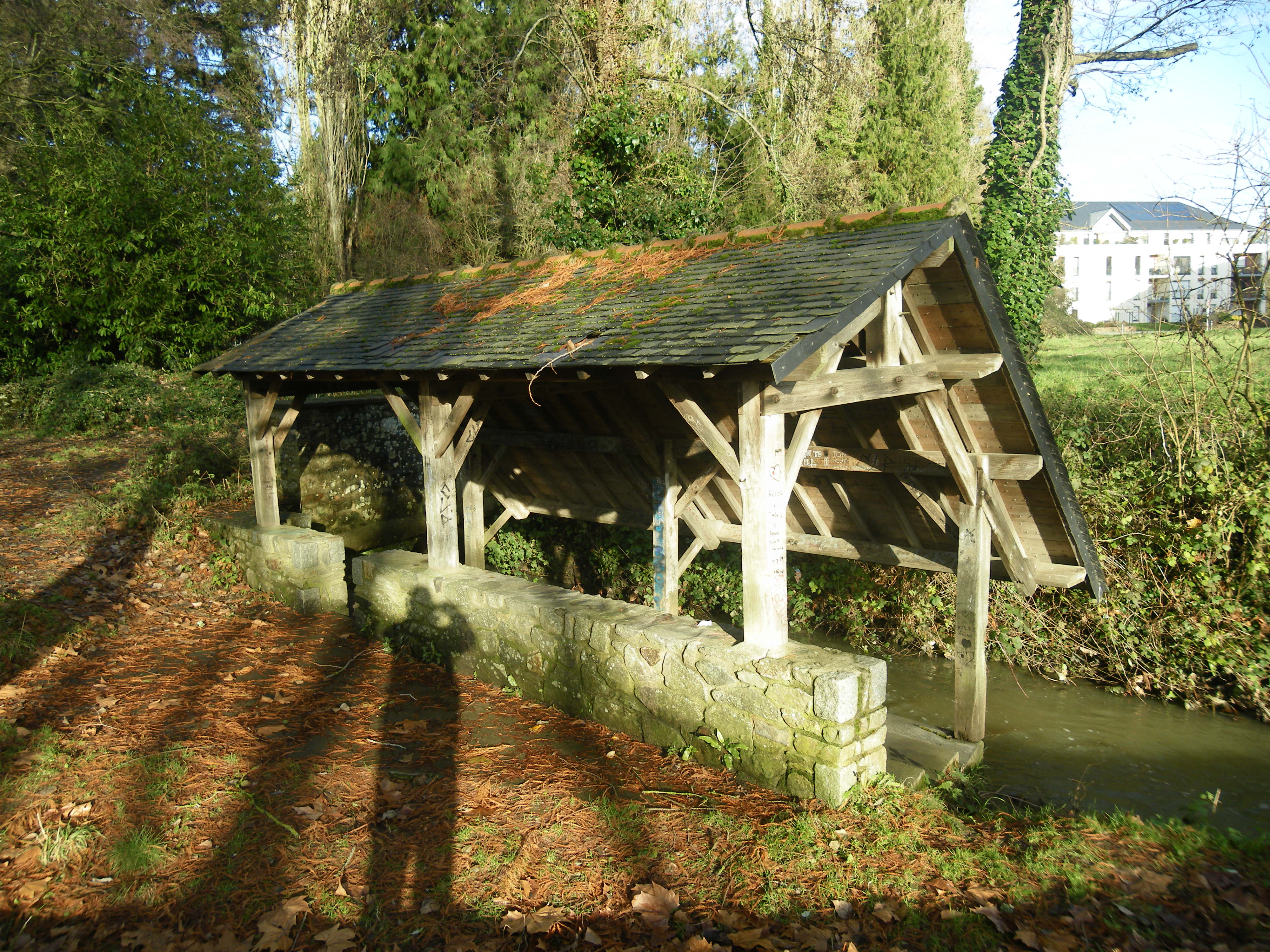
Ancien lavoir.
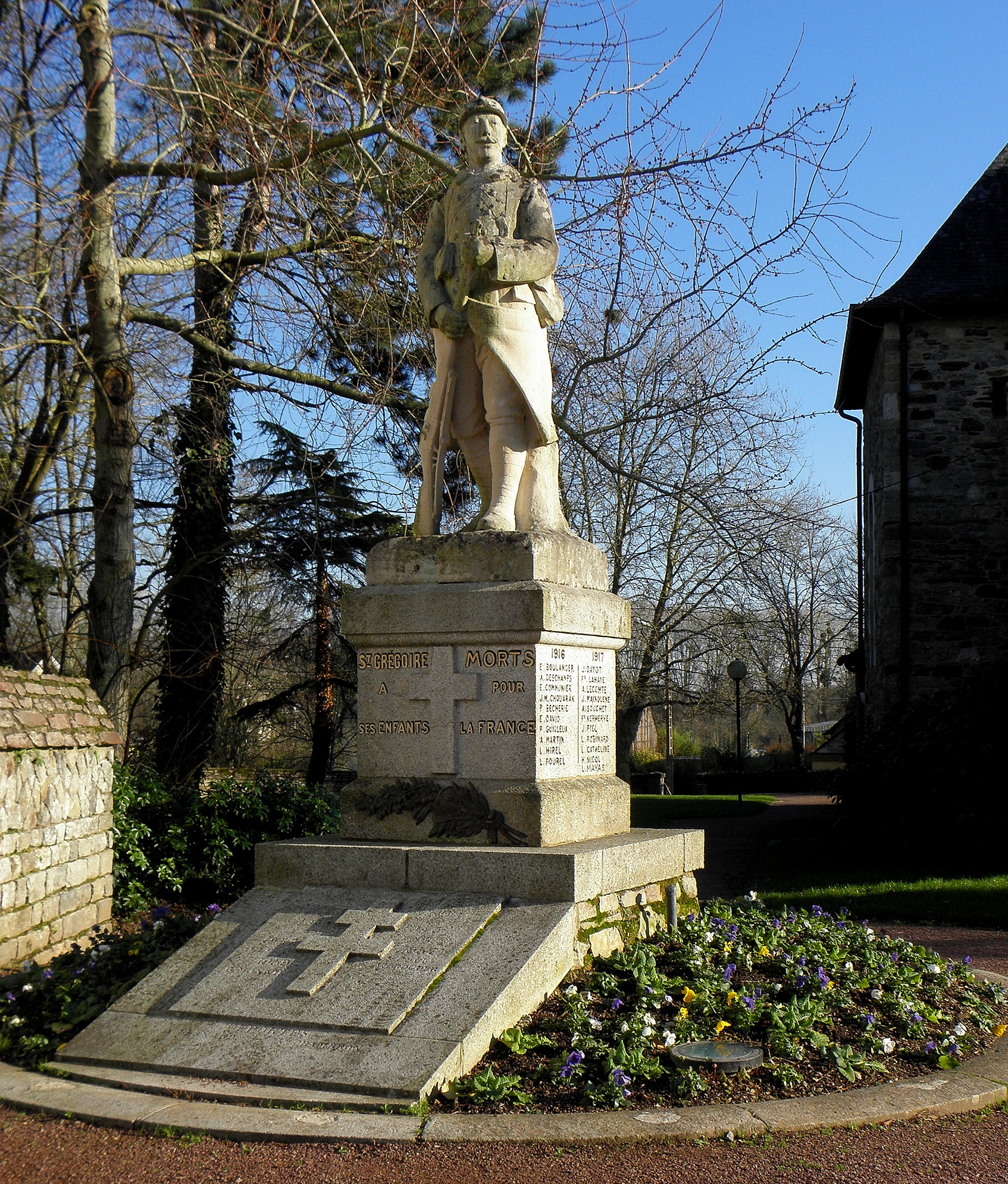
Monument aux morts.

### Personnalités liées à la commune
- Né à Genève, Paul-Émile Victor est un explorateur mort le 7 mars 1995 à Bora-Bora. L'école publique de Saint-Grégoire porte son nom. À partir de 2022, pendant la semaine du 7 mars, anniversaire de la mort de l'explorateur, le film documentaire de Stéphane Dugast Odyssées blanches, sorti en 2021, est projeté pour évoquer le contexte de ruée vers les pôles après 1945 afin d'explorer les dernières terrae incognitae de notre planète[57],[58],[59].
- Charles Tillon (1897-1993) a été élevé par sa grand-mère paternelle à Saint-Grégoire, jusqu'à l'âge de l'école primaire[60] ;
- François Saint-Macary (1936-2007), 92e évêque de Rennes, y est mort.
- Claude Lebrun (1929-2019), professeur de français et créatrice des célèbres histoires du Petit Ours Brun, destinées aux enfants, est morte dans la commune.

### Héraldique et logotype

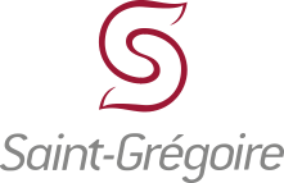
Logotype de la commune.

| Blason de Saint-Grégoire (Ille-et-Vilaine) | Blason  | De sable à deux épées basses d'argent passées en sautoir. |
| Blason de Saint-Grégoire (Ille-et-Vilaine) | Détails | Le statut officiel du blason reste à déterminer.          |